# 爲我井克美
爲我井 克美（ためがい かつみ ／Tamegai Katsumi，1965年7月12日— ）為日本男性的動畫師。日本神奈川縣出身。隸屬於東映動畫公司與東映動畫第二期研修生。曾以「為我井克美」的名義表示。在東映動畫的東堂泉《光之美少女系列》工作中活躍。

## 參加作品

### 電視動畫
- 魁！！男塾（1988年、原畫）
- 美少女戰士（1992年-1993年、原畫、作畫監督）
- 美少女戰士R（1993年-1994年、原畫、作畫監督）
- 美少女戰士S（1994年-1995年、原畫、作畫監督）
- 美少女戰士SuperS（1995年-1996年、作畫監督）
- 美少女戰士Sailor Stars（1996年-1997年、人物設計・作畫監督・原畫）
- 甜心戰士F（1997年-1998年、作畫監督・原畫）
- 不思議魔法繽紛藥房（1998年-1999年、作畫監督・原畫）
- 魔法使Tai!（1999年、原畫）
- 神風怪盜貞德（1999年-2000年、總作畫監督）
- 爆裂戰士戰藍寶（2000年、作畫監督・原畫）
- 幻影死神（2000年、原畫）
- DA! DA! DA! 幽浮寶貝（2000年-2002年、原畫）
- Air Master（2003年、作畫監督）
- 光之美少女（2004年-2005年、作畫監督・原畫）
- 光之美少女 Max Heart（2005年-2006年、作畫監督）
- 光之美少女 Splash Star（2006年-2007年、作畫監督）
- Yes! 光之美少女5（2008年-2009年、作畫監督）
- 光之美少女：幸福精靈!（2009年-2010年、作畫監督）
- 光之美少女：甜蜜天使！（2010年-2011年、作畫監督・原畫）
- 美食獵人（2011年-2014年、作畫監督）
- 金田一少年之事件簿（2014年、作畫監督）
- GO! 光之美少女公主（2015年-2016年、作畫監督・原畫）
- 魔法使 光之美少女！（2016年-2017年、總作畫監督・作畫監督・原畫）
- 光之美少女：食尚甜心（2017年-2018年、作畫監督・原畫）
- HUG! 光之美少女（2018年-2019年、作畫監督・原畫）
- 星光閃亮☆光之美少女（2019年、作畫監督・原畫）
- 元氣魔法♥光之美少女（2020年、作畫監督・原畫）
- 勇者鬥惡龍 達伊的大冒險（2021年、總作畫監督）

### OVA
- 遠山桜宇宙帖 奴の名はゴールド（1988年、原畫）
- 湘南爆走族（1996年、原畫）
- 魔法使Tai!（1999年、原畫）
- 三隻眼（2000年、原畫）
- 銀河生死戀5555（2003年、總作畫監督）

### 劇場版動畫
- 劇場版美少女戰士S（作畫監督補）
- 小魔女DoReMi＃ 魔法玫瑰（原畫）
- 電影 光之美少女 Max Heart（人物設計・作畫監督）
- 電影 光之美少女 Max Heart 2 雪空的朋友（人物設計・作畫監督・原畫）
- 電影 光之美少女Splash Star 滴嗒危機一髮!（作畫監督・原畫）
- 電影 Yes! 光之美少女5 鏡之國的奇蹟大冒險!（人物設計・作畫監督・原畫）
- 電影 Yes! 光之美少女5GoGo! 甜點王國中的歡樂生日♪（人物設計・作畫監督）
- 電影 光之美少女：幸福精靈Fresh! 玩具王國有很多秘密！？（人物設計・作畫監督）
- 電影 光之美少女：甜蜜天使！：超級時尚秀在花之都...真的嗎！？（2010年、作畫監督補）
- 電影 GO! 光之美少女公主 Go！Go！！豪華三部曲！！！（2015年、作畫監督補佐・原畫）
- 電影 光之美少女：食尚甜心 清脆出爐！回憶的法式千層酥！（2017年、人物設計・總作畫監督）
- 光之美少女 Super Stars!（2018年、作畫監督（與小松こずえ共同））
- 映画 ヒーリングっど♥プリキュア ゆめのまちでキュン!っとGoGo!大変身!!（2021年、人物設計・總作畫監督)

### 電子遊戲
- ドキドキプリティリーグ熱血乙女青春記（1998年、原畫）

## 原畫集
- 「Lunatic Soldier 永遠の誓い」 （爲我井克美/とみながまり/北野ヨシヒロ、1998年12月1日發售）

## 關聯項目
- 東映動畫
- 東映動畫研究所
- 【Blu-ray 特装版】映画ヒーリングっど プリキュア ゆめのまちでキュン!っとGoGo!大変身!!
- 【Blu-ray COLLECTION VOL.1】美少女戰士Sailor Stars
- 【Blu-ray 特装版】KiraKira☆光之美少女 A La Mode 清脆出爐！回憶的法式千層酥！
- 【Blu-ray vol.1】魔法使 光之美少女！